# Palmen-Express

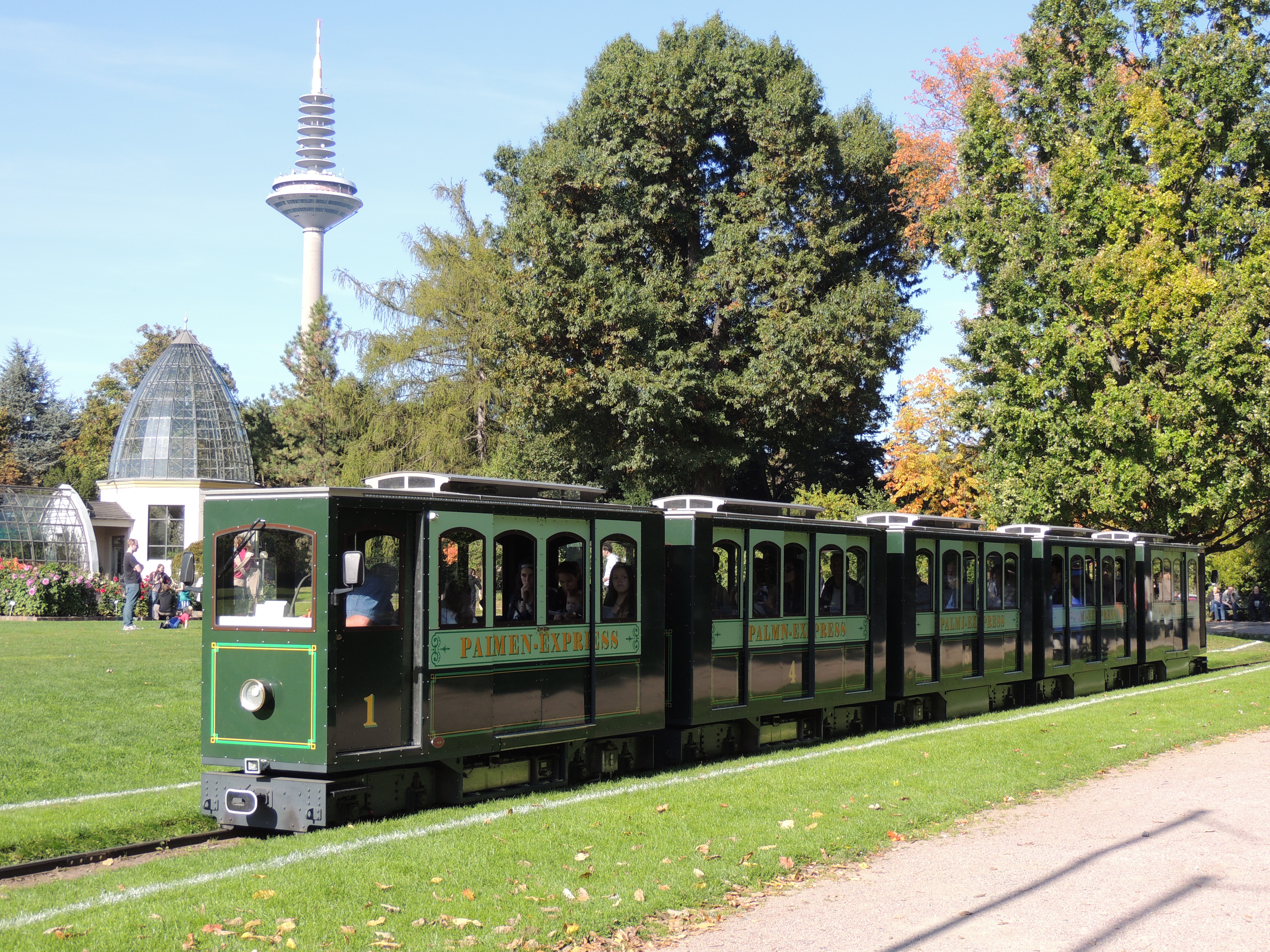
Der Palmen-Express von 2012 in der Nähe der Haltestelle Spielwiese, 2013

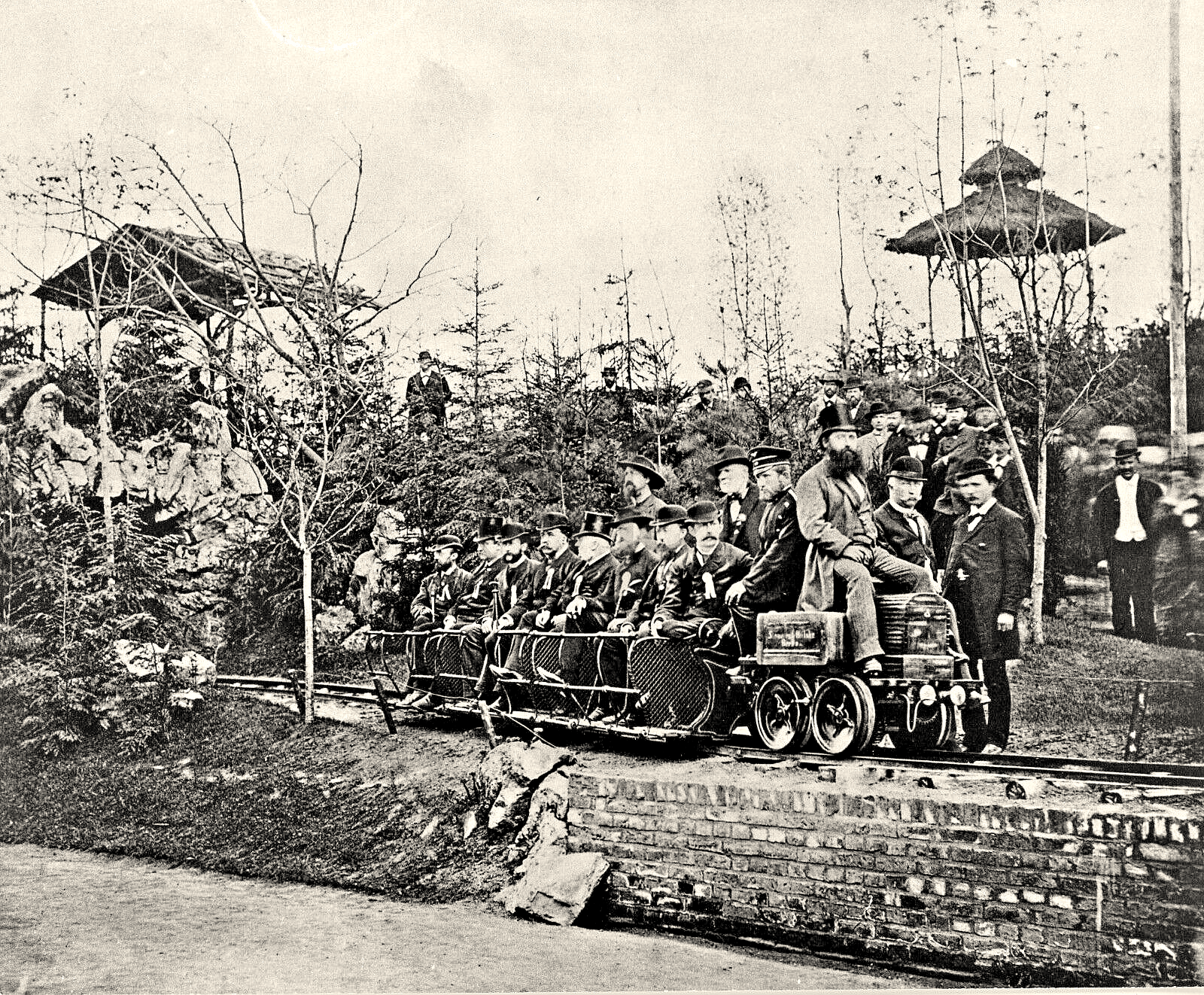
Elektrolokomotive von Siemens im Frankfurter Palmengarten, 1881

Der Palmen-Express war eine Parkeisenbahn im Palmengarten Frankfurt. Die Schmalspurbahn verkehrte seit 1972 regulär vom April bis zum Oktober. Je nach Bedarf wurde die Fahrsaison entweder verkürzt oder auch verlängert. 2021 wurde die Schließung bekannt gegeben.

## Erste Bahn 1881
Von Mai bis September 1881 fuhr im Rahmen der Allgemeinen Patent- und Musterschutz-Ausstellung im Frankfurter Palmengarten eine elektrisch betriebene Bahn. Der Zug entsprach dem, der 1879 mit der ersten Elektrischen Lokomotive von Siemens auf der Berliner Gewerbeausstellung am Lehrter Bahnhof vorgestellt worden war. Der Betrieb der Eisenbahn erfolgte im östlichen Teil des Palmengartens auf einem Rundkurs mit einer Spurweite von 550 mm und einer Geschwindigkeit von 7 km/h. Die Elektrolokomotive mit einer Leistung von 2,2 kW wurde mit Gleichstrom von 150 V betrieben. Die Stromversorgung erfolgte durch eine Stromschiene in Mittellage.

## Bahnanlagen

### 1972 bis 2011

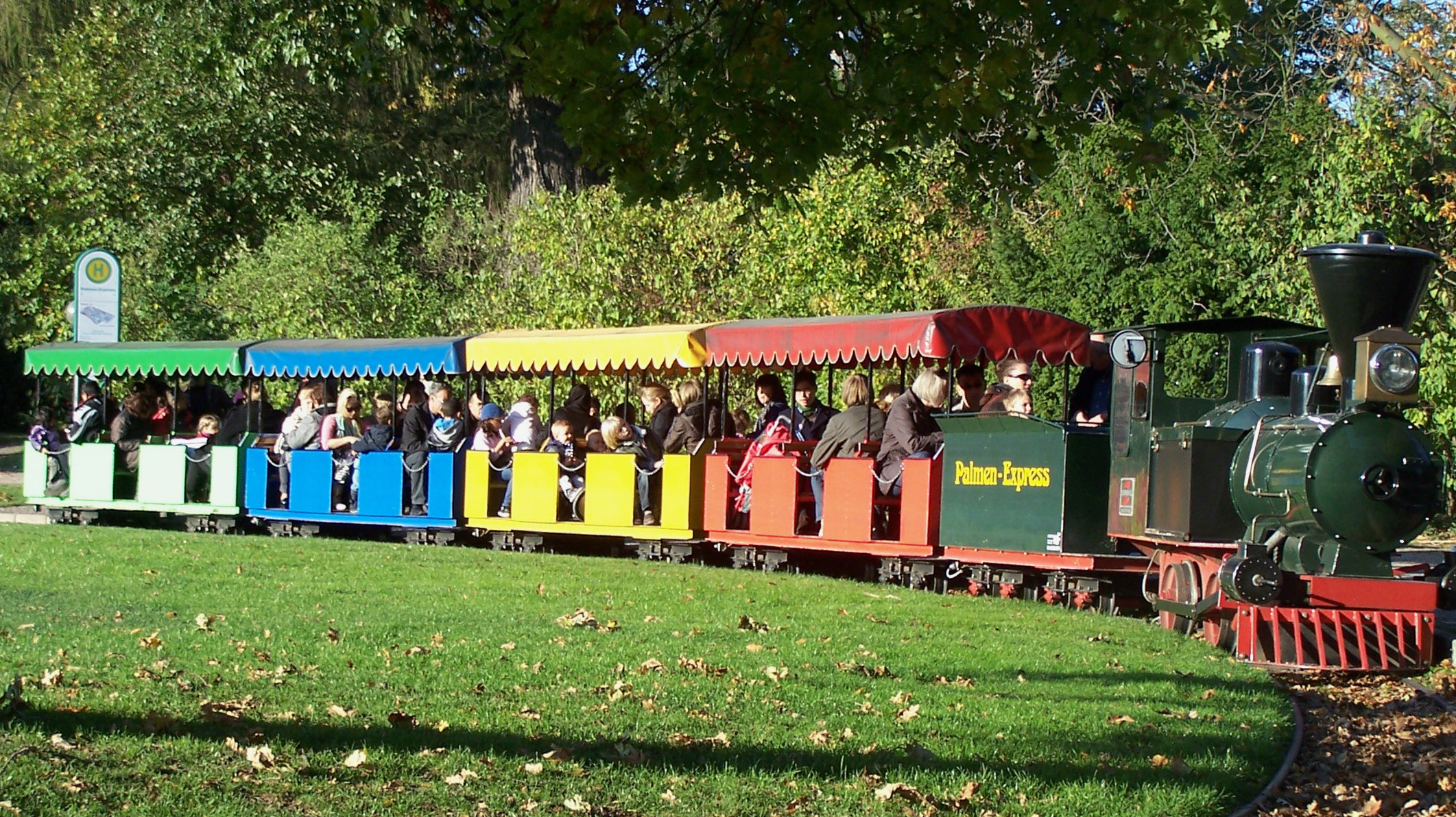
Palmen-Express mit nachgebildeter Western-Dampflokomotive an deren letztem Betriebstag, 16. Oktober 2011

Die Bahn wurde 1972 zwischen den Endhaltestellen Bootsweiher vorbei an Rhododendrongarten, Blumenwiese und Bambus und dem Spielplatz Leonhardsbrunn eröffnet und hatte eine Spurweite von 600 mm. Die eingleisige Strecke war 650 m lang. An beiden Enden änderte der Zug bis zum Ende der Fahrsaison im Oktober 2011 jeweils in einer Wendeschleife die Fahrtrichtung, eine führte um das 1997 eröffnete Papageno Musiktheater herum. Die Haltestelle Bootsweiher wurde später nach Spielplatz und die Haltestelle Spielplatz Leonhardsbrunn nach Spielwiese umbenannt. Ursprünglich wurde die Lokomotive mit ihren Wagen nachts und außerhalb der Fahrsaison in einem Tunnel in der Mitte der Strecke abgestellt. Nach 1980 wurde ein neuer Lokschuppen abseits der Strecke gebaut.

### 2012 bis 2021

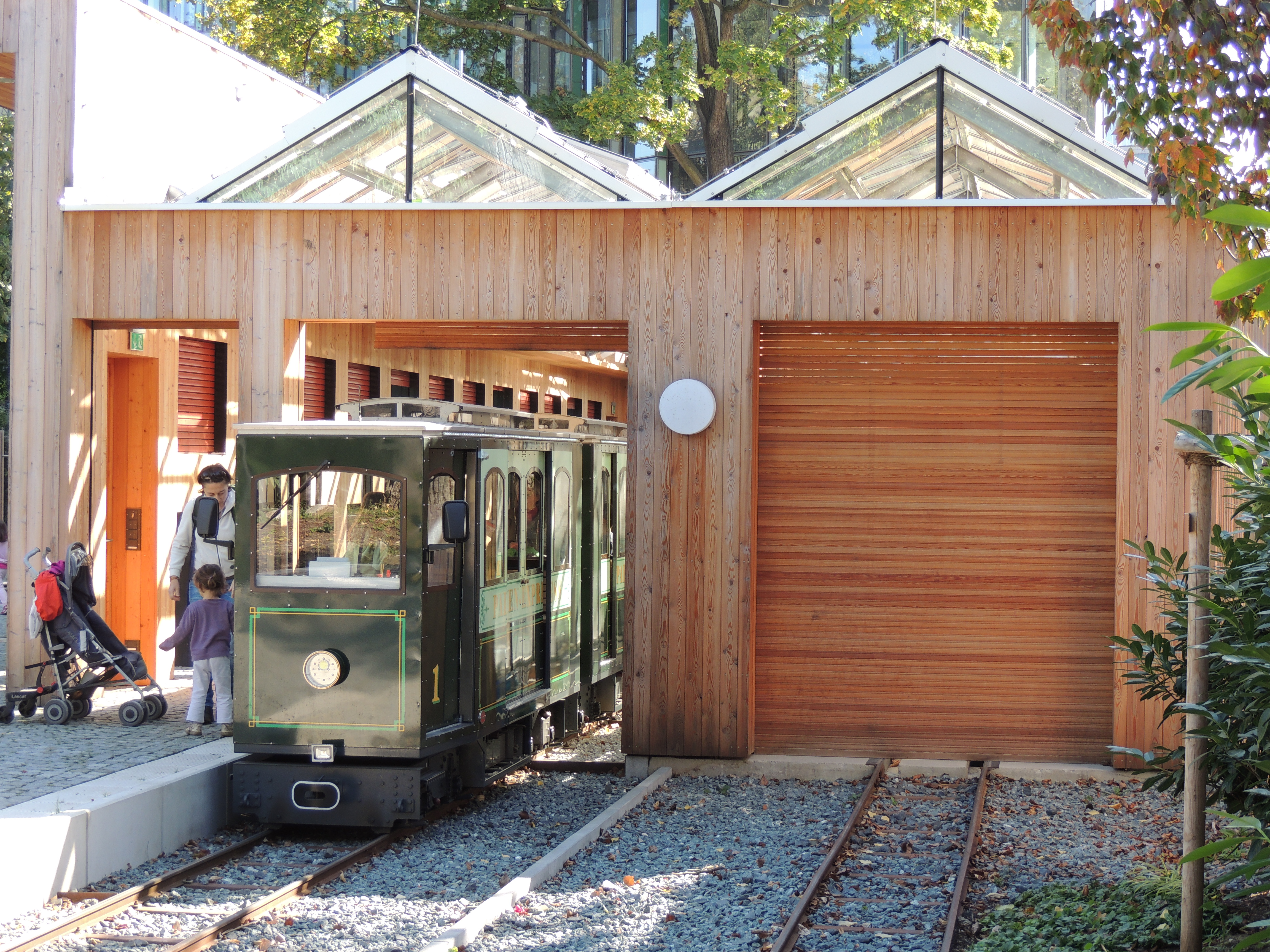
Palmen-Express von 2012 neu errichteten Gebäude mit Kopfbahnhof und Depot, 2012

Im Bereich des Papageno Musiktheaters wurden im Palmengarten 2012 Umbauten vorgenommen. Es wurde ein direkter Zugang zu dem Theater von der Zeppelinallee aus geschaffen. Durch diese Umbauten entfiel ab der Fahrsaison 2012 die bisherige Wendeschleife rund um das Musiktheater. Gleichzeitig entstand daneben auch ein neues Betriebsgebäude aus Holz als Kopfbahnhof und Fahrzeugdepot. Die entfallene Haltestelle Spielplatz wurde durch die neue überdachte Haltestelle Bahnhof mit Bahnsteig im Kopfbahnhof ersetzt. Das Architekturbüro Turkali schuf die Atmosphäre einer Bahnhofshalle mit Hilfe einer handelsüblichen Gewächshauskonstruktion und einer durchgehenden Verglasung des Daches. Das Gebäude hat eine weitgehend geschlossene Fassade aus senkrechten Lärchenholzbrettern. Die Bahnsteigseite besitzt 12 verschließbare Durchgänge, von denen 8 in der Höhe der Größe von Kindern entsprechen und eine Bahnhofsuhr der Deutschen Bahn AG. Zusätzlich wurden die Gleisanlagen erneuert. Insgesamt investierte der Palmengarten zwei Millionen Euro. Die Strecke für eine Einzelfahrt begann an der Haltestelle Bahnhof und endete an der Haltestelle Spielwiese in der dortigen Wendeschleife. Die Fahrt des Zuges führte durch den Rhododendrongarten, passierte den Staudengarten, die Villa Leonhardi, das Haus Leonhardsbrunn und endete am Wasserspielplatz. Die Fahrzeit zwischen beiden Endhaltestellen dauerte etwa 6 Minuten. Neben den regulären Fahrten wurden auch Sonderfahrten angeboten.

### Stilllegung 2021
Im September 2021 berichtete der hr4, dass der Palmen-Express ersatzlos eingestellt werden soll. Als Grund wurden betriebswirtschaftliche Gründe angegeben. Palmengarten-Sprecher Sebastian Klimek nannte als Gründe die kostenintensive Wartung und eine relativ hohe Geräuschentwicklung von bis zu 85 Dezibel, die nicht zu dem kontemplativen Charakter des Palmengartens passte.

### Verkauf des Zuges 2025
Am 4. Juni 2025 wurde der aus zwei Triebköpfen und vier Zwischenwagen bestehende Palmen-Express über die VEBEG für 21.000 Euro verkauft.

## Fahrzeuge

### 1972 bis 2011
Der erste Zug von 1972 bestand aus einer Akku-Lokomotive von Schwingel in Leverkusen mit der Achsfolge 2'B, also einem Drehgestell mit zwei Laufachsen und zwei mit Kuppelstangen gekuppelten Treibradsätzen. Das Äußere der Lokomotive war einer Western-Dampflokomotive nachempfunden. Bei einer echten Dampflokomotive wären ein Treibradsatz von den Zylindern über die Treibstange direkt und der andere über die Kuppelstange verbunden indirekt angetrieben worden. Der Antrieb dieser Lokomotive erfolgte jedoch tatsächlich von einem Elektromotor auf die beiden Treibachsen. Die nicht für den tatsächlichen Antrieb benötigten Zylinder und Stangen waren nur Attrappen, genau wie der Schlepptender, der keine Brennstoffe befördern musste. Zum Personentransport dienten der Schlepptender und vier offene Sommerwagen in Rot, Gelb, Blau und Grün mit je zwei zweiachsigen Drehgestellen. Der Zug fuhr von Anfang an mit etwa 5 km/h durch den Park. Der ursprüngliche 20 Minuten-Takt nach einem Fahrplan wurde in der Zeit bis 1984 durch einen Bedarfsverkehr ersetzt. Dieser ursprüngliche Zug des Palmen-Expresses verkehrte letztmals am 16. Oktober 2011. Er wurde für 10.000 Euro nach Hannover verkauft.

#### Technische Daten
| Kenngröße                        | Lokomotive                                            | Tender   | Wagen                                           | Zug (gesamt)   |
| -------------------------------- | ----------------------------------------------------- | -------- | ----------------------------------------------- | -------------- |
| Baujahr                          | 1972                                                  | 1972     | 1972                                            | 1972           |
| letzte Hauptuntersuchung         | 03/2000                                               | 03/2000  | 03/2001 (Wagen 1 und 4) 03/2002 (Wagen 2 und 3) | –              |
| Typ                              | Kardan-Lokomotive Typ CEL 20 mit elektrischem Antrieb | –        | –                                               | –              |
| Achsfolge                        | 2'B                                                   | –        | –                                               | –              |
| Eigengewicht                     | ca. 2.850 kg                                          | 600 kg   | 600 kg                                          | 5.850 kg       |
| Verkehrslast                     | –                                                     | 1.200 kg | 1.200 kg                                        | 5.400 kg       |
| Gewicht des voll besetzten Zuges | –                                                     | –        | –                                               | 11.150 kg      |
| Länge                            | 4.250 mm                                              | 2.500 mm | 3.600 mm                                        | 21.150 mm      |
| Höhe                             | 2.030 mm                                              | 1.800 mm | 1.800 mm                                        | 1.800 mm       |
| Breite                           | 1.100 mm                                              | 1.100 mm | 1.100 mm                                        | 1.100 mm       |
| Achsabstand                      | 1.000 mm                                              | –        | –                                               | –              |
| Drehgestellabstand               | –                                                     | 1.300 mm | 2.400 mm                                        | –              |
| Treibraddurchmesser              | 450 mm                                                | –        | –                                               | –              |
| Leistung                         | 7,5 kW / 10,2 PS                                      | –        | –                                               | –              |
| Geschwindigkeit                  | 6 km/h                                                | –        | –                                               | –              |
| Spurweite                        | 600 mm                                                | 600 mm   | 600 mm                                          | 600 mm         |
| Ø Laufleistung / Jahr            | –                                                     | –        | –                                               | 4.500 km       |
| Laufleistung 1972–2002           | –                                                     | –        | –                                               | ca. 135.000 km |

### 2012 bis 2021

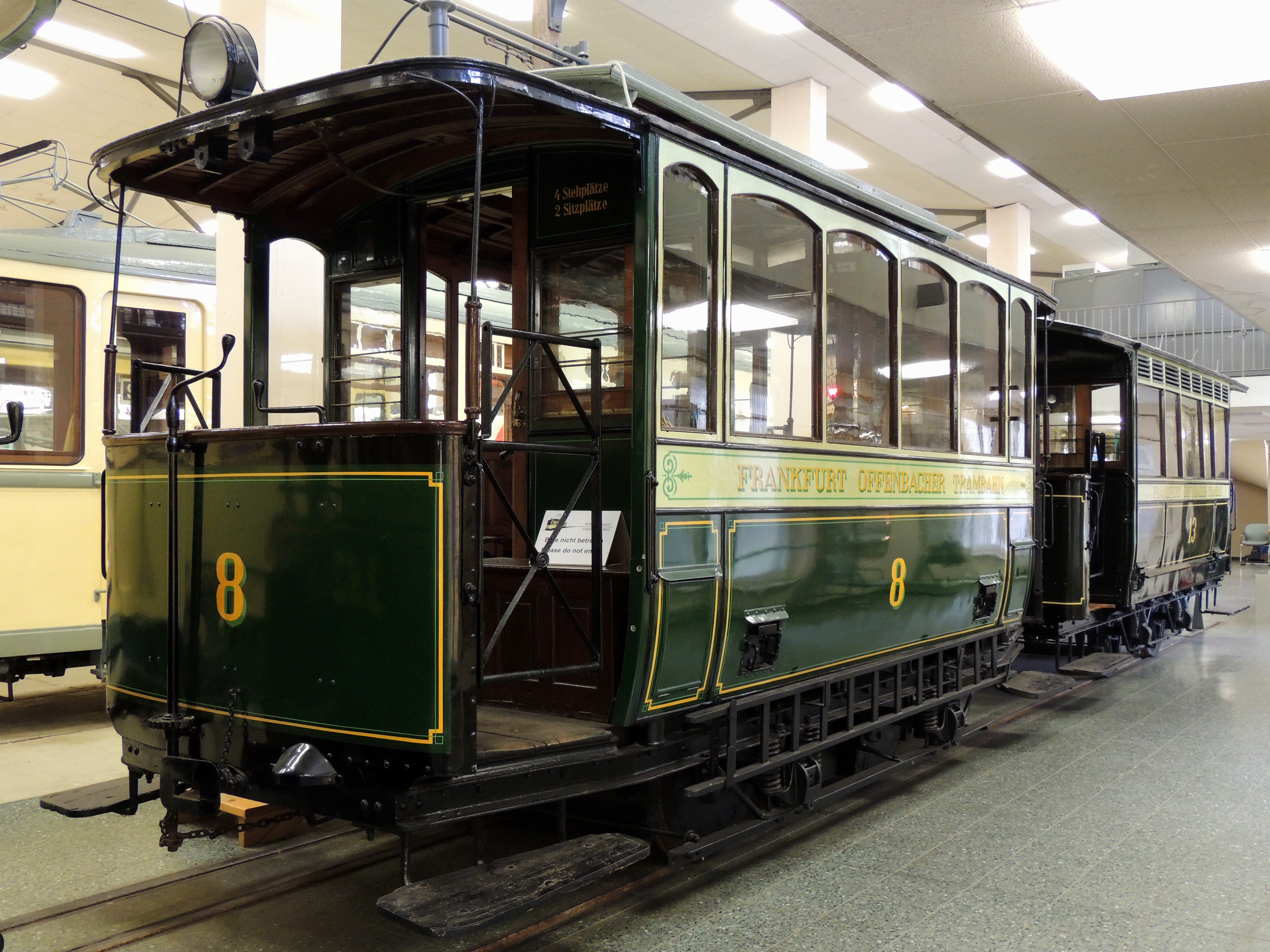
FOTG-Triebwagen 8 mit Beiwagen 13 von 1884: ältester erhaltener Elektrotriebwagen der Welt und Design-Vorbild für den Palmen-Express von 2012

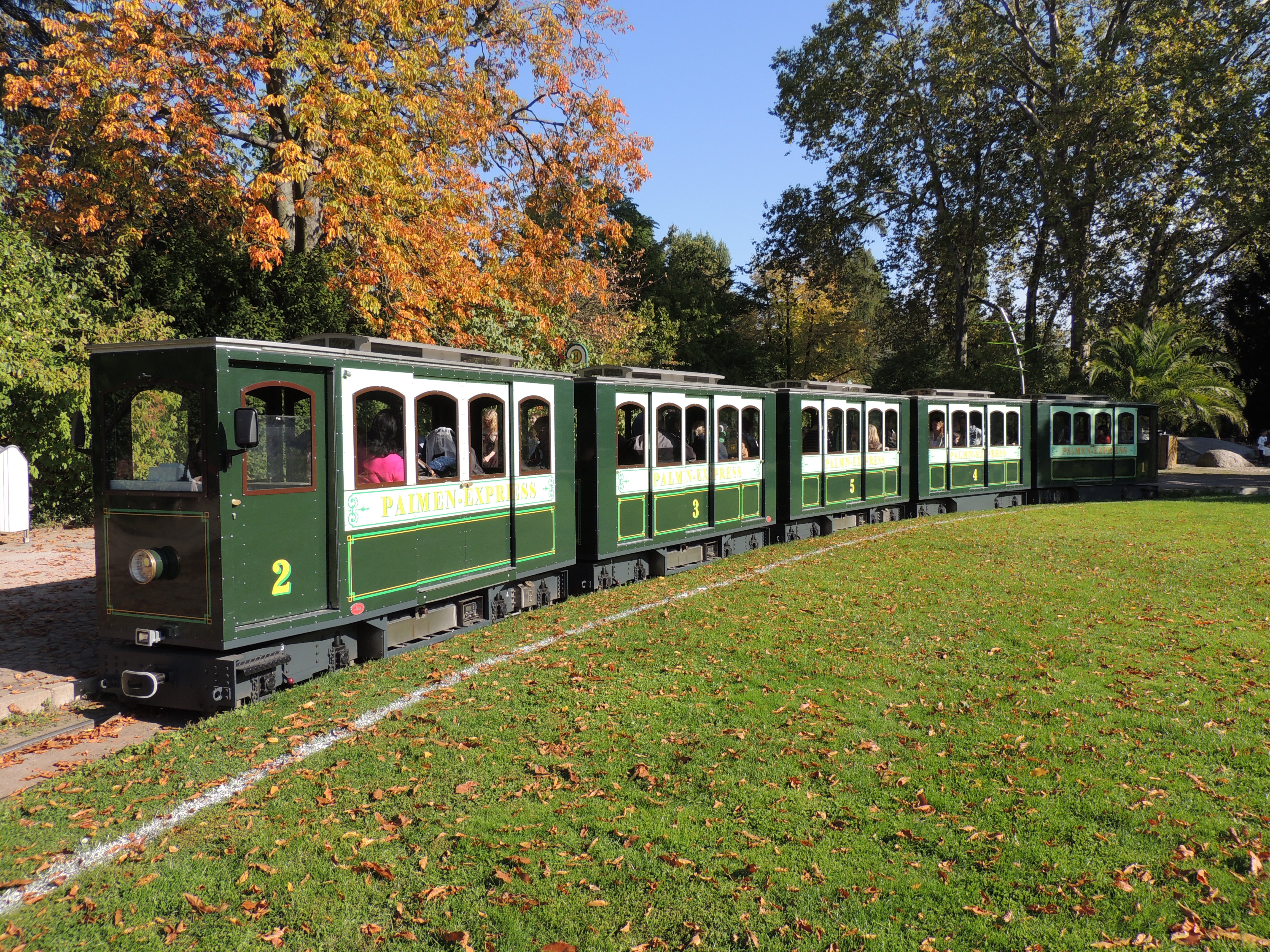
Der Palmen-Express von 2012 an der Haltestelle Spielwiese, 2013

Für die Fahrsaison 2012 wurde von dem Sondermaschinenbauer SLZ-Maschinenbau GmbH in Hanau in Einzelfertigung ein neuer vier- bis sechsteiliger Triebzug gebaut.

#### Vorbild
Der neue Zug war in seinem Design einem elektrischen Straßenbahn-Triebwagen der Frankfurt-Offenbacher Trambahn-Gesellschaft (FOTG) nachempfunden, der 1884 von Siemens & Halske und Herbrand & Cie. gebaut wurde. Nach der Straßenbahn Groß-Lichterfelde von 1881 war dies eine der ersten elektrischen Straßenbahnen der Welt. Die Idee für den Nachbau stammte von der damaligen Frankfurter Umweltdezernentin Manuela Rottmann. Das meterspurige Vorbild verkehrte von 1884 bis 1906 zwischen der Alten Brücke in Frankfurt-Sachsenhausen und dem Mathildenplatz in Offenbach am Main. Eines dieser Fahrzeuge von 1884 befindet sich heute mit einem Beiwagen im Verkehrsmuseum Frankfurt am Main in Frankfurt-Schwanheim.

#### Neuer Zug
Bedingt durch den Wegfall der Wendeschleife an der Zeppelinallee war ein Zweirichtungsfahrzeug erforderlich, das an einem Streckenende als Wendezug eingesetzt werden konnte. Dieses Fahrzeug hatte am 2. April 2012 im Palmengarten seine Jungfernfahrt mit dem Direktor des Palmengartens Matthias Jenny. Der neue Akku-Triebzug besaß zwei Triebköpfe mit den Nummern 1 und 2. Diese hatten jeweils an einem Ende einen Führerstand und liefen auf zwei zweiachsigen Drehgestellen. Darüber hinaus wurde der Zug aus mindestens zwei Mittelwagen gebildet, die um maximal zwei weitere Mittelwagen ergänzt werden konnten. Maximal 60 Passagiere konnten gleichzeitig befördert werden. Alle eingesetzten Personenwagen mit den Nummern 3, 4, 5 und 6 hatten ebenfalls zwei zweiachsige Drehgestelle, davon war pro Wagen ein Radsatz angetrieben, der zusätzlich mit einer Sandstreueinrichtung für die Räder versehen war. Zwei der Wagen besaßen eine Rollstuhlrampe für den barrierefreien Zugang von Rollstuhlfahrern und Kinderwagen. Nach Anlaufschwierigkeiten wegen technischer Probleme des Prototyps in der Fahrsaison 2012 musste sich der Palmen-Express bis August 2012 mehreren Werkstattaufenthalten unterziehen um notwendige Nacharbeiten durchzuführen. Mehr als 100.000 der bis zu 800.000 Besucher des Palmengartens benutzten den Palmen-Express pro Jahr. Während der wärmeren Monate wurde ein Teil der Fensterscheiben entfernt, um während der Fahrt für eine angenehme Luftzirkulation zu sorgen. Im Gegensatz zu dem Vorbild der FOTG besaß der Palmen-Express wegen der Stromversorgung mit Akkus keine externe Stromzuführung über einen Stromabnehmer mit Kontaktwagen, die in einer Schlitzrohrfahrleitung liefen.
Die Triebköpfe 1 und 2 bestanden aus einem Führerstand und einem Fahrgastraum. Beide waren durch eine Kunststoffscheibe getrennt. Der Fahrgastraum hatte jeweils zwei von einem Zwischenraum getrennte Sitzbänke mit je vier Sitzplätzen. Der Zwischenraum war barrierefrei und konnte für Kinderwagen oder Rollstuhlfahrer genutzt werden. Der Zugang erfolgte durch große Doppeltüren im Fahrgastraum. Beide Triebköpfe verfügten über eine Rollstuhlrampe. Die einzeln angetriebenen Mittelwagen 3, 4, 5 und 6 waren jeweils identisch eingerichtet. Jeder Wagen verfügte über drei Abteile mit je 2 gegenüberliegend angeordneten Sitzbänken. Der Zugang zu den Abteilen erfolgte über zwei Schiebetüren. In jedem Wagen konnten bis zu 12 Personen Platz finden. In den etwas wärmeren Monaten wurden die Scheiben in den jeweils sechs Türen der Mittelwagen entfernt.

#### Technische Daten
| Kenngröße            | Triebkopf 1 und 2 | Waggons 3, 4, 5 und 6 | Zug (gesamt)                       |
| -------------------- | ----------------- | --------------------- | ---------------------------------- |
| Baujahr              | 2012              | 2012                  | 2012                               |
| Achsfolge            | B’B’              | B’B’                  | B’B’+ B’B’+ B’B’+ B’B’+ B’B’+ B’B’ |
| Eigengewicht         | 3.000 kg          | 2.700 kg              | 16.800 kg                          |
| Gesamtgewicht        | 3.400 kg          | 3.600 kg              | 21.200 kg                          |
| Länge Wagenkasten    | 4.000 mm          | 4.000 mm              | 24.000 mm                          |
| Länge inkl. Kupplung | 4.549 mm          | 4.489 mm              | 27.054 mm                          |
| Kurzzug 1            | 2                 | 1                     | 13.500 mm                          |
| Kurzzug 2            | 2                 | 2                     | 18.000 mm                          |
| Kurzzug 3            | 2                 | 3                     | 22.500 mm                          |
| Vollzug              | 2                 | 4                     | 27.054 mm                          |
| Höhe                 | 2.309 mm          | 2.309 mm              | 2.309 mm                           |
| Breite vorn          | 1.000 mm          | 1.200 mm              | 1.000 mm                           |
| Breite hinten        | 1.200 mm          | 1.200 mm              | 1.000 mm                           |
| Abteile              | 2                 | 3                     | 16                                 |
| Sonderabteile        | 1                 | –                     | 2                                  |
| Sitzplätze           | 4                 | 12                    | 56                                 |
| Geschwindigkeit      | 6 km/h            | 6 km/h                | 6 km/h                             |
| Spurweite            | 600 mm            | 600 mm                | 600 mm                             |